# Maurice Vaïsse
Pour les articles homonymes, voir Vaïsse.
Maurice Vaïsse, né le 7 mai 1942 à Alger, est un historien français des relations internationales. C'est un spécialiste des questions de politique étrangère et de défense.

## Biographie

### Jeunesse et études
Maurice Vaïsse est reçu à l'agrégation d'histoire en 1967. 
Sa thèse d'histoire, soutenue en 1980 à l'université Paris I, dirigée par Jean-Baptiste Duroselle, s'intitule La politique française en matière de désarmement, 9 décembre 1930-17 avril 1934. 
Il est habilité à diriger des recherches.
Son fils Justin est historien et spécialisé dans le même champ disciplinaire que son père.

### Parcours professoral
Maurice Vaïsse est d'abord professeur d’histoire contemporaine à l’université de Reims. Il enseigne ensuite à l'université Paris I Panthéon Sorbonne et à l'Institut d'études politiques de Paris, où il devient professeur des universités. Il y donne le cours d’histoire des relations internationales. 

### Autres fonctions
Depuis 2008, il préside le conseil scientifique pour la recherche historique au Ministère de la Défense.
Maurice Vaïsse dirige aussi la Commission pour la publication des documents diplomatiques français (DDF - postérieurs à 1954) et il est membre de la Commission des archives diplomatiques.
Il fut responsable de l'Association pour la recherche sur la paix et la guerre (Arpege) de 1981 à 1995, auditeur de l'Institut des hautes études de la défense nationale de 1985 à 1986, responsable du Groupe d'études français d'histoire de l'armement nucléaire (Grefhan) de 1986 à 2000, président du Centre d'études d’histoire de la Défense (CEHD) et le conseil scientifique de la fondation Charles-de-Gaulle entre 1995 à 2001.
À quatre reprises (1997, 2000, 2006, 2007), il reçoit le Prix d'histoire militaire par le biais de ses étudiants.
Membre de nombreux comités scientifiques de rédaction français et étrangers, dont ceux des revues Relations Internationales, Politique étrangère, Défense nationale, Cold War History Review, de la collection « Retour aux textes » de la Documentation française, Maurice Vaïsse codirige depuis 1991 la Revue d’histoire diplomatique, et dirige depuis 1996 la collection « Histoires » des éditions Bruylant. Il est aussi conseiller littéraire de différentes maisons d'éditions françaises et de comités éditoriaux étrangers.
Il appartient au conseil d'administration de l'association Liberté pour l'histoire.

## Publications
Maurice Vaïsse est l’auteur de nombreux ouvrages de politique étrangère, de défense et de relations internationales.

### Manuels de politique étrangère
- Diplomatie et outil militaire (1871-1991), Éditions du Seuil, Paris, 1992
- Les Relations internationales depuis 1945, Armand Colin, Paris, 18e édition, 2023

### Autres ouvrages
- Sécurité d’abord. La politique française en matière de désarmement (9 décembre 1930 – 17 avril 1934), Pedone, Paris, 1981.
- Alger, le putsch (1961), Complexe, Bruxelles, 1983.
- Ardenne 1940, Veyrier, Paris, 1991.
- L’Europe et la Crise de Cuba, Armand Colin, Paris, 1993.
- Le Pacifisme en Europe des années 1920 aux années 1950, Bruylant, Bruxelles, 1993.
- La France et l’Atome. Études d’histoire nucléaire, Bruylant, Bruxelles, 1994.
- La Politique spatiale de la France dans le contexte international, Édition des Archives contemporaines, Paris, 1997.
- La France et l’Opération de Suez de 1956. Actes d’une table ronde, ADDIM, Paris, 1997.
- Aux armes citoyens ! Conscription et armée de métier, des Grecs à nos jours, Armand Colin, Paris, 1998.
- « Il n’est point de secrets que le temps ne révèle. » Études sur l’histoire du renseignement, Lavauzelle, Panazol, 1998.
- La grandeur : politique étrangère du général de Gaulle, Paris, Fayard, coll. « Pour une histoire du XXe siècle », 1998, 726 p. (ISBN 2-213-60050-3, présentation en ligne). Réédition : La grandeur : politique étrangère du général de Gaulle, Paris, CNRS Éditions, coll. « Biblis : histoire » (no 61), 2013, X-710 p. (ISBN 978-2-271-07875-9).
- Vers la paix en Algérie. Les négociations d’Évian dans les archives diplomatiques françaises, Bruylant, Bruxelles, 2003.
- La Paix au XXe siècle, Paris, Belin, 2004.
- La Puissance ou l'Influence ?, Paris, Fayard, 2009.
- Comment de Gaulle fit échouer le putsch d’Alger, Bruxelles, André Versaille, 2011.
- Diplomatie Française - Outils et acteurs depuis 1980, Éditions Odile Jacob, 2018.
- Le putsch d'Alger, Paris, Éditions Odile Jacob, coll. « histoire », 2021, 328 p. (ISBN 9782738154958, présentation en ligne).

### Ouvrages en collaboration
- Lexique historique des États-Unis au XXe siècle, avec Denise Artaud, Paris, Armand Colin, 1978
- La Champagne et ses administrations à travers le temps, La Manufacture, Paris, 1990
- L’Énergie nucléaire en Europe des origines à Euratom. Actes des journées d’études de Louvain-la-Neuve des 18 et 19 nov. 1991, Lang, Berne, 1994
- Diplomatie et outil militaire (1871–1991), avec Jean Doise, Éditions du Seuil, Paris, 1992
- 8 mai 1945 : la victoire en Europe. Actes du colloque international de Reims, 1985, Complexe, Bruxelles, 1994
- Dictionnaire des relations internationales au XXe siècle, avec Colette Barbier, Armand Colin, Paris, 2000
- Militaires et guérilla dans la guerre d’Algérie, avec Jean-Charles Jauffret, Complexe, Bruxelles, 2001
- Armement et Ve République (fin des années 1950 – fin des années 1960), Centre national de la recherche scientifique, Paris, 2002
- La Guerre au XXe siècle, avec Jean-Louis Dufour, Hachette, Paris, 3e édition, 2003
- La Guerre du Viet-Nam et l’Europe (1963–1973), avec Christopher Goscha, Bruylant, Paris, 2003
- L’Europe et la Crise de Cuba (colloque), avec Charles Cogan, Armand Colin, Paris, 2003
- L’Entente cordiale de Fachoda à la Grande Guerre. Dans les archives du Quai d’Orsay, Complexe, Bruxelles, 2004
- Histoire de la diplomatie française, avec Jean-Claude Allain, Françoise Autrand, Lucien Bély, Philippe Contamine, Pierre Guillen, Thierry Lentz, Georges-Henri Soutou, Laurent Theis, 2005
- Dictionnaire des ministres des Affaires étrangères, codirection avec Lucien Bély, Laurent Theis, Georges-Henri Soutou, préface de Michel Barnier, Fayard, Paris, 2005
- De Gaulle et la Russie, avec Philippe Oulmont et Létizia de Linarès, Centre national de la recherche scientifique, Paris, 2006
- Mai 68 vu de l'étranger : les événements dans les archives diplomatiques françaises, avec Colette Barbier, Victor Cassé, Thérèse Charmasson, Editions CNRS, Paris, 2008
- La France et l'Allemagne en Guerre (novembre 1942 – automne 1944). Occupation, Collaboration, Résistance, Bonn (Bouvier) 2000 (Pariser Historische Studien, 55),  (ISBN 3-416-02908-9), avec Stefan Martens. En ligne sur perspectivia.net
- Dans les archives du Quai d'Orsay. L'engagement de la France dans le monde, 8 mai 1945-11 septembre 2001, avec Hervé Magro, L'Iconoclaste, Paris,  (ISBN 979-10-95438-45-8), 2017
- Espionnage et renseignement pendant la Première Guerre mondiale, actes du colloque international organisé par l'Académie du renseignement le 26 novembre 2014, avec Olivier Forcade, Paris, LDF, 2017, 222 p.  (ISBN 978-2-11-145178-0)
- Le Renseignement au début de la guerre froide, 1945-1955, actes du colloque international organisé par l'Académie du renseignement le 16 juin 2016, avec Olivier Forcade, Paris, LDF, 2019, 188 p.  (ISBN 978-2-11-145686-0)
- De Gaulle, géographies – 1940-1946, avec Catherine Dupuy, ECPAD, Ivry-sur-Seine, 2024

## Distinctions

### Décorations
- Chevalier de la Légion d'honneur (1994)
- Officier de l'ordre national du Mérite (2000)

### Récompenses
- Docteur honoris causa de l'Université d'Oradea (Roumanie, 2002)

- Prix de l'Académie des sciences morales et politiques pour son ouvrage Diplomatie et outil militaire, 1992
- Prix de l'Institut de France pour son ouvrage Sécurité d'abord, 1981

- Membre du Conseil franco-britannique